# Scarriff
Scarriff (auch: Scariff, irisch An Scairbh; deutsch: „die felsige Furt“) ist ein Ort im County Clare im mittleren Westen der Republik Irland. Gemeinsam mit dem Ort Tuamgraney bildet Scarriff eine statistische Einheit (Scarriff–Tuamgraney). Die Einwohnerzahl beider Orte wurde bei der Volkszählung 2022 mit 854 Personen ermittelt. Allein im Dorf Scarriff wohnten 309 Einwohner.

## Lage
Scarriff liegt etwa 30 Kilometer nordnordöstlich von Limerick und etwa 30 Kilometer ostnordöstlich von Ennis am Scarriff River und am südwestlichen Rand des Lough Derg. In Scarriff kreuzen sich die R352 und die R461.

## Geschichte
In der Nähe liegt das Wedge Tomb von Cappabane, das auf eine jungsteinzeitliche Besiedlung hinweist.
1315 wurde Scarriff erstmals erwähnt. 1564 wird Scariff Castle erwähnt.
Während des Großen Hungers starben viele Menschen in und um Scariff.
Ein Aufschwung des Marktfleckens erfolgte erst mit dem beginnenden 20. Jahrhundert. Während des Unabhängigkeitskrieges wurden die Polizeistation und das sog. Arbeitshaus zerstört.

## Persönlichkeiten
- Michael Flannery (1818–1891), Bischof von Killaloe (1859–1891)
- Eugene Martin Nugent (* 1958), Bischof von Bukoba, Apostolischer Nuntius
- Sarah McTernan (* 1994), Sängerin
- Holly Sturton (* 2003), Schauspielerin

## Sehenswürdigkeiten
- Das Market House

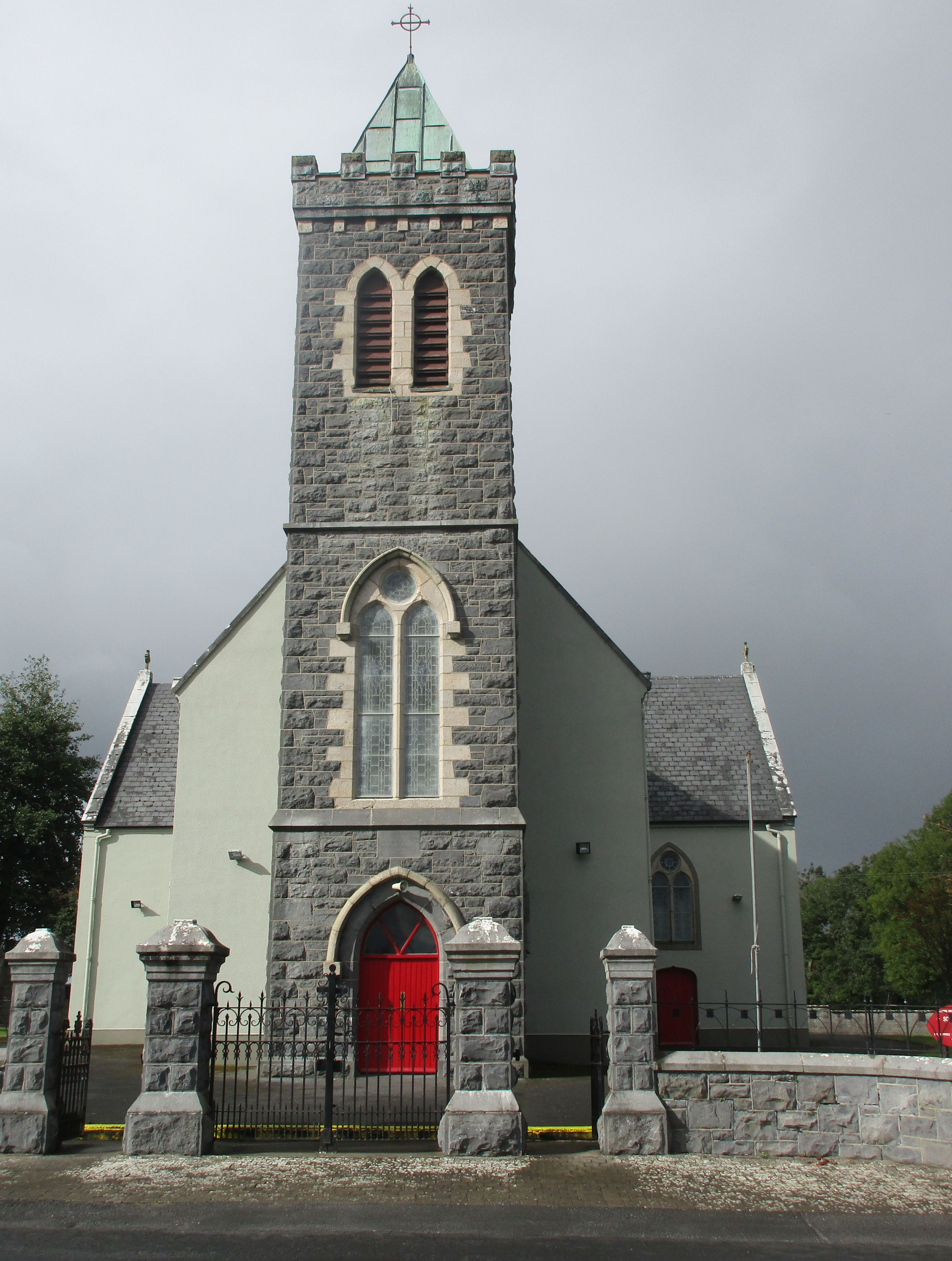
Herz-Jesu-Kirche

- Herz-Jesu-Kirche